# Nat Robinson
Arthur Charles „Nat“ Robinson (* 28. Februar 1878 in Coventry; † 15. Mai 1929 ebenda) war ein englischer Fußball-Torwart.

## Laufbahn
Geboren 1878 in Coventry, begann Nat Robinson seine Karriere ebendort. Als 20-Jähriger wechselte er zum Verein Small Heath, bei dem er über 300 Spiele in allen Wettbewerben bestreiten und zwei Mal Vizemeister der First Division werden sollte. Nach einem Zwischenspiel in Chelsea kehrte Robinson 1910 nach Coventry zurück und ließ beim dortigen Verein City seine Karriere ausklingen, bei dem er schon in der Jugend gespielt hatte.
Nach dem Ende seiner Laufbahn als Sportler besaß Robinson einen Pub in seiner Heimatstadt. Er starb 1929 im Alter von 51 Jahren.